# Stazione di Kabe (Tokyo)
La stazione di Kabe (河辺駅?, Kabe-eki) è una stazione ferroviaria all'interno dell'area metropolitana di Tokyo situata nella città di Ōme, lungo la linea Ōme della JR East.

## Linee
JR East
■ Linea Ōme

## Struttura
La stazione è costituita da un marciapiede a isola con due binari passanti in superficie, collegati al fabbricato viaggiatori posto sopra di essi da scale mobili, fisse e ascensori per l'accesso senza barriere architettoniche. Sono presenti tornelli automatici con supporto alla bigliettazione elettronica Suica, distributori automatici di biglietti, biglietteria presenziata (aperta dalle 7:00 alle 22:00) e servizi igienici. Esternamente il fabbricato è collegato agli edifici del fronte stazione da passerelle pedonali che evitano l'attraversamento della strada.
| 1 | ■ Linea Ōme                      | per Ōme, Mitake e Okutama                |
| 2 | ■ Linea Ōme e Chūō (verso Tokyo) | per Haijima, Tachikawa, Shinjuku e Tokyo |

## Stazioni adiacenti
| «         | Servizio      | »           |
| Linea Ōme | Linea Ōme     | Linea Ōme   |
| --------- | ------------- | ----------- |
| Ozaku     | Tutti i treni | Higashi-Ōme |